# اكينان (أزاضفا)
اكينان هو دُوَّار يقع بجماعة ويركان، إقليم الحوز، جهة مراكش آسفي في المملكة المغربية. ينتمي الدوّار لمشيخة أزاضفا التي تضم 11 دوار. يقدر عدد سكانه بـ 179 نسمة حسب الإحصاء الرسمي للسكان والسكنى لسنة 2004.

## روابط خارجية
- البوابة الوطنية للجماعات الترابية
- المندوبية السامية للتخطيط